# Coilodera miksici
Coilodera miksici är en skalbaggsart som beskrevs av Franz Antoine 1986. Coilodera miksici ingår i släktet Coilodera och familjen Cetoniidae. Inga underarter finns listade i Catalogue of Life.